# Schweizer Badmintonmeisterschaft 1986
Die Schweizer Badmintonmeisterschaft 1986 fand bereits vom 7. bis zum 8. Dezember 1985 statt. Es war die 32. Auflage der nationalen Titelkämpfe im Badminton in der Schweiz.

## Finalergebnisse
| Disziplin    | Sieger                           | Finalist                     | Ergebnis           |
| ------------ | -------------------------------- | ---------------------------- | ------------------ |
| Herreneinzel | Pascal Kaul                      | Thomas Althaus               | 15-12, 9-15, 15-12 |
| Dameneinzel  | Liselotte Blumer                 | Catherine Jordan             | 11-3, 11-0         |
| Herrendoppel | Michael Althaus Thomas Althaus   | Thomas Müller Werner Riesen  | 15-11, 6-15, 15-8  |
| Damendoppel  | Liselotte Blumer Patricia Werner | Maja Baumgartner Karin Hegar | 15-2, 15-5         |
| Mixed        | Michael Althaus Iris Kaufmann    | Pascal Kaul Maja Baumgartner | 15-2, 12-15, 15-1  |